# Бенони
Бено́ни (африк. Benoni) — город в районе Ист-Рэнд провинции Гаутенг, ЮАР. Город-спутник Йоханнесбурга. С 2000 года — часть муниципалитета Экурхулени.

## География и климат
Бенони расположен на востоке горнорудного района Витватерсранд. Железнодорожная станция. В прошлом город был одним из центров по добыче золота, но со временем доля золотодобычи в экономике города падала. Сегодня город сосредоточен больше на промышленности и услугах, вместо горнодобывающей промышленности.
На территории города расположено озеро Ванрин-Дэм.
В городе Бенони умеренно-тёплый климат. В прохладный сезон (с мая по август) гораздо меньше осадков, чем в тёплый (с сентября по апрель). По классификации Кёппена — субтропический (морской) высокогорный климат (индекс Cwb) с сухой зимой и тёплым летом.
| Показатель                    | Янв. | Фев. | Март | Апр. | Май  | Июнь | Июль | Авг. | Сен. | Окт. | Нояб. | Дек. | Год  |
| ----------------------------- | ---- | ---- | ---- | ---- | ---- | ---- | ---- | ---- | ---- | ---- | ----- | ---- | ---- |
| Средний суточный максимум, °C | 26,0 | 25,4 | 24,5 | 22,4 | 19,9 | 17,4 | 17,5 | 20,3 | 23,3 | 24,6 | 24,8  | 25,7 | 21,7 |
| Средняя температура, °C       | 19,9 | 19,4 | 18,3 | 15,6 | 12,3 | 9,6  | 9,6  | 12,3 | 15,6 | 17,7 | 18,5  | 19,5 | 15,7 |
| Средний суточный минимум, °C  | 13,9 | 13,5 | 12,2 | 8,9  | 4,8  | 1,8  | 1,8  | 4,3  | 7,9  | 10,9 | 12,3  | 13,4 | 7,9  |
| Норма осадков, мм             | 127  | 97   | 88   | 45   | 16   | 8    | 7    | 7    | 25   | 72   | 114   | 110  | 716  |
| Источник: Климат Бенони       |      |      |      |      |      |      |      |      |      |      |       |      |      |

## Население
Население города составляет 158,777 человек (2011 год).
Бенони очень разнообразен, в нём живут люди разных национальностей и конфессий. В городе находятся десять школ, в которых учится до 6000 человек, некоторые из которых приходят сюда из окрестных селений, расположенных на расстоянии до 5 километров.
Есть крупный гольф-клуб "Benoni Country Club".
| Расовый состав Бенони | Расовый состав Бенони | Расовый состав Бенони | Расовый состав Бенони | Расовый состав Бенони |
| --------------------- | --------------------- | --------------------- | --------------------- | --------------------- |
| чёрные                |                       |                       | 45,19 %               |                       |
| белые                 |                       |                       | 38,05 %               |                       |
| азиаты                |                       |                       | 13,86 %               |                       |
| цветные               |                       |                       | 2,08 %                |                       |
| другие                |                       |                       | 0.82 %                |                       |

| Родной язык жителей Бенони | Родной язык жителей Бенони | Родной язык жителей Бенони | Родной язык жителей Бенони | Родной язык жителей Бенони |
|                            |                            |                            | Процент                    |                            |
| -------------------------- | -------------------------- | -------------------------- | -------------------------- | -------------------------- |
| Зулу                       |                            |                            | 16,22 %                    |                            |
| Коса                       |                            |                            | 2,4 %                      |                            |
| Африкаанс                  |                            |                            | 18,34 %                    |                            |
| Английский                 |                            |                            | 38,99 %                    |                            |
| Северный сото              |                            |                            | 4,99 %                     |                            |
| Тсвана                     |                            |                            | 1,53 %                     |                            |
| Сесото                     |                            |                            | 3,15 %                     |                            |
| Тсонга                     |                            |                            | 2,91 %                     |                            |
| Венда                      |                            |                            | 0,68 %                     |                            |
| Южный ндебеле              |                            |                            | 1,97 %                     |                            |
| Жестовый язык              |                            |                            | 0,18 %                     |                            |
| Иные языки                 |                            |                            | 2,9 %                      |                            |

## Уроженцы
- Женевьева Мортон, фотомодель
- Альфред Нзо, политик
- Шарлиз Терон, актриса
- Брайан Хабана, регбист
- Грейс Мугабе, жена президента Зимбабве Роберта Мугабе